# Канонерские лодки типа «Guanajuato»
 Канонерские лодки типа «Guanajuato» —  канонерские лодки в составе ВМС Мексики, в том числе во времена Второй мировой войны. Дополнительно могли выполнять роль войскового транспорта – могли принимать на борт до 230 человек и 40 лошадей, для которых было предусмотрено специальное помещение в корме. 
Корабли строились в Испании. Прототипом для них послужили испанские канонерские лодки типа «Canovas del Castillo», однако размеры мексиканских кораблей были несколько больше, а вооружение – слабее.
После вступления Мексики во Вторую мировую войну все три корабля прошли ремонт в США, на верфях штата Калифорния. Установлено по два бомбомета, 25-мм автоматы заменены на 2х1 – 20/70 «Oerlicon».
Два корабля списаны в 1975. «Guanajuato» в конце 1960-х прошел модернизацию с заменой ЭУ на дизельную, в 2001 году установлен в качестве корабля-музея в Веракруче.

## Представители проекта
| Название     | Закладка | Спуск на воду | Вступление в строй | Судьба                     |
| ------------ | -------- | ------------- | ------------------ | -------------------------- |
| «Guanajuato» |          | 28.5.1934     | 5.1936             | С 2001 года корабль-музей. |
| «Queretaro»  |          | 28.7.1934     | 4.1936             | Списан в 1975              |
| «Potosi»     |          | 24.8.1934     | 4.1936             | Списан в 1975              |